# Gideon Greif

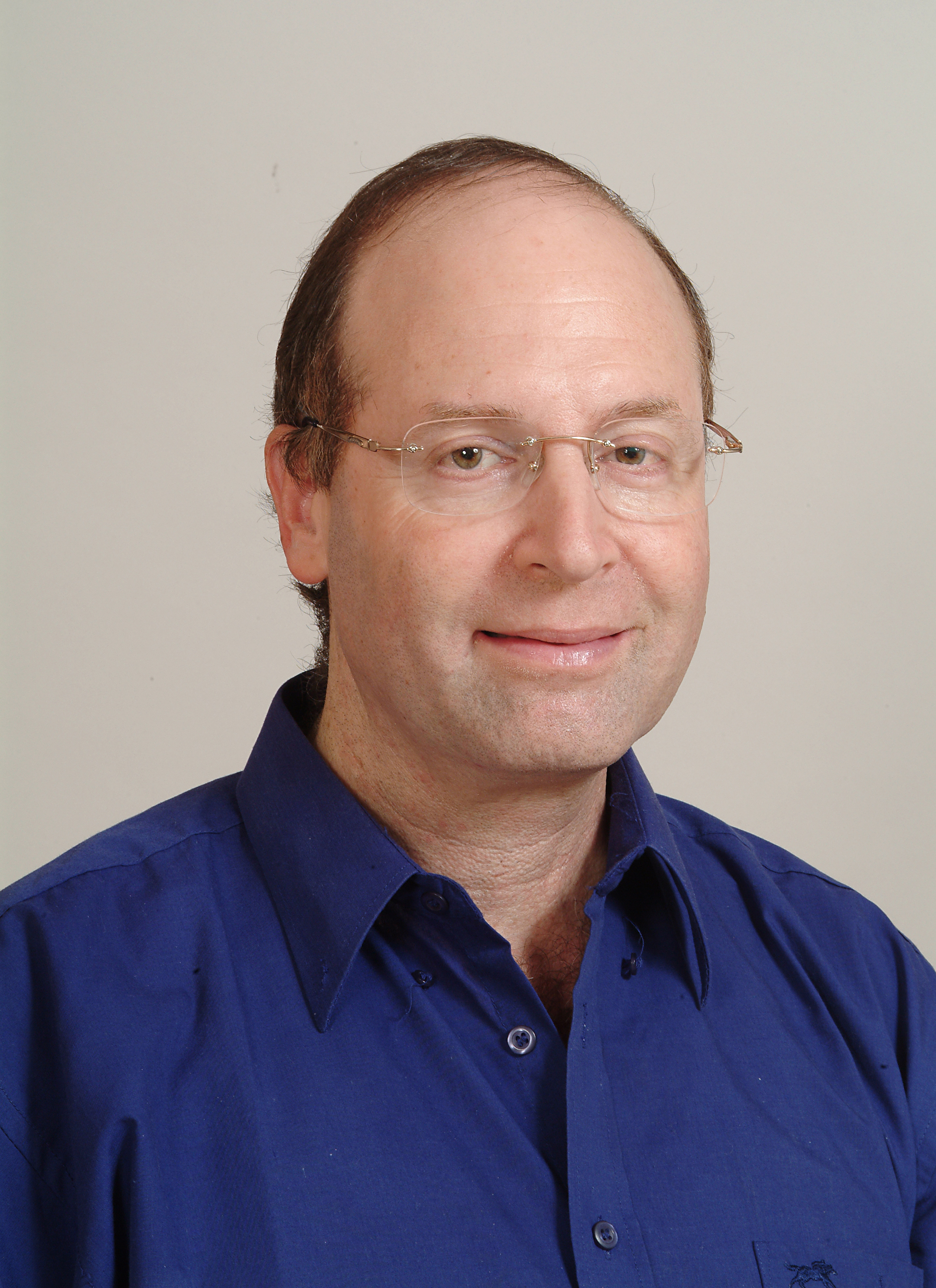
Gideon Greif (2002)

Gideon Greif (* 1951 in Tel Aviv) ist ein israelischer Historiker sowie Spezialist in der Holocaustforschung und der didaktischen Vermittlung des Holocaust. Insbesondere hat sich Gideon Greif auf die Erforschung des „Sonderkommandos“ von Auschwitz-Birkenau spezialisiert.

## Leben
Greif stammt aus einer jüdisch-deutschen Familie. Zwischen 1965 und 1969 besuchte er die geisteswissenschaftliche Municipal High School in Tel Aviv, von 1974 bis 1976 absolvierte er an der Universität Tel Aviv ein Bakkalaureat für Jüdische Geschichte mit Schwerpunkt „Die Geschichte des Landes Israels“. Zwischen 1976 und 1982 absolvierte er an der Universität von Tel Aviv seinen Master in Jüdischer Geschichte, zwischen 1996 und 2001 promovierte er an der Universität Wien in Moderner Geschichte.
Zwischen 1976 und 1982 war Gideon Greif an der Open University in Ramat Aviv Dozent für Jüdische Geschichte. Seine Themen waren die Geschichte des jüdischen Volkes während der Mishna und Talmud Zeit; die Geschichte der Zionistischen Idee und Bewegung; die Geschichte des jüdischen Volkes während des 1. u. 2. Tempels; sowie die Geschichte des jüdischen Volkes während der Shoah-Epoche. Darüber hinaus war er pädagogischer Leiter des akademischen Programms für Jüdische Geschichte.
Von 1982 bis 1983 arbeitete er in der Knesset (Israelisches Parlament) in Jerusalem als Publikationsleiter und Redakteur für Publikationen des israelischen Parlaments.
Zwischen 1983 und 2009 arbeitete Gideon Greif im Yad Vashem Holocaust Museum in Jerusalem und Giw’atajim als Redakteur, Forschungsleiter, Pädagoge und Dozent an der International School for Holocaust Studies. 
Außerdem war Gideon Greif zwischen 1996 und 2005 Vorsitzender des deutschsprachigen Desk der International School for Holocaust Studies. Zwischen 2005 und 2006 war er der Vorsitzende der polnischen Abteilung. In den Jahren 2002 und 2003 arbeitete er als Lehrender für Jüdische Geschichte an der Fakultät für Jüdische Geschichte der Universität Haifa. Zwischen August und Dezember 2001 war er außerdem Gastprofessor für Holocaust Studien am Zentrum für gegenwärtige Jüdische Studien der Universität Miami und Berater am Miami Beach Holocaust Memorial Center in Miami Beach in Florida.
Seit 2009 ist er am Shem Olam Institute for Education, Documentation and Research on Faith and the Holocaust in Israel tätig.
Ab August 2011 wurde er zum Professor für israelische und jüdische Geschichte am Schusterman Center für jüdische Studien an der Universität von Texas, Austin, USA, berufen. Er unterrichtete dort Holocaust Studien und die moderne Geschichte des Staates Israel. In den USA arbeitet er zudem für die Stiftung für Projekte über Holocaustlehren in Miami, Florida.

## Wirken

### Pädagogische Projekte
Zwischen 1993 und 1997 initiierte und leitete er Fortbildungsseminare für polnische Pädagogen und Mitarbeiter der staatlichen Museen in Auschwitz, Majdanek und Stutthof in Form von dreiwöchigen Seminaren in Yad Vashem. 1994 initiierte er Fortbildungsseminare für deutsche Pädagogen in Form von zweiwöchigen Seminaren in Deutschland, die er seither auch leitet. Seit 1993 leitet er weltweite Fortbildungsseminare für Lehrer aus verschiedenen Ländern (u. a. USA, Kanada etc.), welche er auch initiiert hat. Seit 1994 führt er pädagogische Projekte mit Schülern an einer Vielzahl von Hochschulen und Gymnasien in Deutschland, Österreich, Polen und Dänemark durch. Mitte 2013 hatten schätzungsweise bereits 170.000 deutsche, 3.000 polnische und 5.000 dänische Lehrer und Schüler Greifs Vorträge gehört, ausgewählt aus seinem Programm, das etwa 20 von ihm erforschte Themen, meist begleitet von Bild- und Filmmaterial, umfasst.

### Forschung, Beratung und journalistische Tätigkeit
Gideon Greif initiierte die Radio-Dokumentation Thessaloniki-Auschwitz, die die Vernichtung der griechischen Juden in Auschwitz rekonstruiert. Die Dokumentation zeigt außerdem ihr Leben vor der Deportation nach Auschwitz in ihrem Heimatland, Griechenland. Zur Produktion der Dokumentation reiste Greif mit 20 Überlebenden und ihren Kindern nach Griechenland, zu ihren Geburtsorten, und dann nach Auschwitz, wo jeder sein Schicksal im Lager rekonstruierte. Einige der Überlebenden waren Opfer der sogenannten „Medizinischen Experimente“, andere waren im „Sonderkommando“, einer war im Orchester und einige waren Häftlinge in Buna-Monowitz. Die Dokumentation, die auf Galei Zahal gesendet wurde, gewann den „Sokolow Prize“ für die beste dokumentarische Sendung und wurde von einem Dokumentarfilm begleitet.
Seit 1991 ist Greif Berater für die Museumsleitung bei verschiedenen Tagungen und pädagogischen Projekten im Auschwitz-Birkenau Staatlichen Museum in Polen, wo er auch Ausstellungen, Filme und Unterrichtsmaterialien vorbereitet. Darüber hinaus arbeitet er dort als Übersetzer für israelische Besucher. Seit 1995 bereitet und leitet er Fortbildungskurse für wissenschaftliche Mitarbeiter der Stiftung „Survivors of the Shoah“ (Visual History Foundation) in Los Angeles, insbesondere für Interviews von Holocaust-Überlebenden. Seit 1999 ist er Vorstandsmitglied und Berater für die amerikanische Leitung der Stiftung des internationalen Beirats des The Auschwitz Jewish Center Foundation in New York City/Oswiecim.
Greif initiierte die erste internationale Konferenz zu Werken von Yechiel Di-Nur, bekannt als K. Tzetnik, dem ersten Schriftsteller von Auschwitz. Diese Konferenz fand in Calgary, Kanada, im März 2013 unter dem Titel Ka-Tztnik: der Einfluss des ersten Holocaust Schriftstellers in Israel und darüber hinaus statt. Die Konferenz wurde vom Institut für Israelische Studien der Calgary University organisiert. Renommierte Forscher aus sieben Ländern nahmen an der Konferenz teil.
Für das Musiktheaterstück Die Kinder der toten Stadt, das am 23. Juni 2018 veröffentlicht wurde, übernahm Greif die historische Beratung. Das Stück erzählt die Geschichte der gefangenen Kinder von Theresienstadt, ihres Lebens dort und ihrer Ermordung in den NS-Todeslagern. Ziel des Projekts sind Aufführungen an Schulen, um über die Musik alternative didaktische Ansätze im Sinne der Erinnerungskultur anzubieten. Das von Gideon Greif mitverfasste pädagogische Begleitmaterial steht Schulen über das Deutsche Institut für Erinnerungskultur zur Verfügung.

### Ehrenamtliches Engagement
Zwischen 1980 und 1984 war Gideon Greif Vertreter der ersten offiziellen Organisation von Kindern von Holocaust-Überlebenden in Israel, „The Second Generation of Holocaust Survivors“.
Greif initiierte außerdem das Projekt des authentischen Viehwaggons auf der Rampe von Birkenau, in dem ungarische Juden im Jahr 1944 nach Birkenau transportiert wurden. Nach dreijähriger Suche in ganz Europa wurde ein Viehwaggon in Deutschland, nahe der niederländischen Grenze, gefunden und nach Birkenau gebracht. Jetzt steht der Waggon auf der Rampe in Birkenau, nicht weit vom Eingangstor als Denkmal für die vielen Tausend ungarischen Juden, die in den Gaskammern von Birkenau ermordet wurden.

### Srebrenica-Kontroverse
Nach Beschluss des Bundespräsidenten Frank-Walter Steinmeier wurde Greif zunächst das Bundesverdienstkreuz für seine herausragenden Leistungen im Bereich der Holocaust-Dokumentation, -Forschung und -Ausbildung zuerkannt. Nachdem internationale Medien, die Gesellschaft für bedrohte Völker, sowie Damir Softic, Vorsitzender des Zentralrats von Bosnien-Herzegowina, und Emir Ramic vom Institute for Research of Genocide Canada dies teils scharf kritisiert hatten und Folgen für Bosnien-Herzegowina befürchteten, wurde die Verleihung des Bundesverdienstkreuzes an Greif rückgängig gemacht.  Hintergrund ist eine im Jahr 2019 von der Republika Srpska eingesetzte Unabhängige internationale Untersuchungskommission zum Leiden aller Menschen in der Region Srebrenica zwischen 1992 und 1995, der Greif vorstand, und die zu dem Ergebnis kam, dass das Massaker von Srebrenica zwar ein Kriegsverbrechen, aber kein Genozid gewesen sei. Wenn es ein Genozid gewesen sei, dann einer am serbischen Volk, behauptete Greif weiter. Zudem korrigierte er die anerkannten Opferzahlen nach unten und behauptete, die meisten muslimischen Opfer seien in Kämpfen gestorben, so dass nur einige Hundert Zivilisten unter den Toten waren. Diesen Bericht hatte Menachem Z. Rosensaft, stellvertretender Geschäftsführer des Jüdischen Weltkongresses, als „schamlose Manipulation der Wahrheit“ kritisiert. Zudem werde versucht, die Opfer für das Massaker verantwortlich zu machen. Greif selbst zeigte sich überzeugt, dass er das Bundesverdienstkreuz erhalten werde und verteidigte die Arbeit der Srebrenica-Kommission. Rosensaft erinnerte hingegen daran, dass Greif bereits im Jahr 2019 die Opferzahl des KZ Jasenovac willkürlich auf 700.000 bis 800.000 erhöht habe, obwohl die Jasenovac-Gedenkstätte 83.145 Opfer recherchierte.

## Veröffentlichungen
- The Historiography of the Holocaust. Jerusalem 1989 (Co-Redakteur Yisrael Gutman).
- Wir weinten tränenlos … Augenzeugenberichte des jüdischen ‚Sonderkommandos‘ in Auschwitz. Köln 1995; Neuauflage Frankfurt am Main 1999, ISBN 3-596-13914-7; Jerusalem 1999 (hebräisch); Warsaw 2002 (polnisch); New Haven 2003 (englisch).
- Die Jeckes. Köln 2000, ISBN 3-412-11599-1.
- Die Schoah im Bewusstsein der Israelis.[13]
- The Holocaust Encyclopedia. New Haven 2002: Mehrere Artikel (englisch).
- Stufen der Auseinandersetzung im Verständnis und Bewusstsein der Shoah in der israelischen Gesellschaft, 1945–2000. In: Psychosozial. 26 (2003), Nr. 93, S. 91–105.
- Ein abgeschnittenes Leben. Das Tagebuch von Etty Hillesum 1941–1943. In: Walter Schmitz (Hrsg.): Erinnerte Shoah. Die Literatur der Überlebenden. Dresden 2003, ISBN 3-935712-32-4.
- Anklageschrift: Deutsche, Polen, Juden. Die Versteckten Tagebücher von Calel Perechodnik. In: Walter Schmitz (Hrsg.): Erinnerte Shoah. Die Literatur der Überlebenden. Dresden 2003.
- My Brother’s Keeper. Jews who saved Jews during the Holocaust. Jerusalem 2004.
- Between “Normality” and the “Absurd” – Spheres of Everyday Life in the Sonderkommando in Auschwitz – Birkenau. In: John K. Roth, Jonathan Petropoulos (Hrsg.): Grey Zones. Ambiguity and Compromise in the Holocaust and its Aftermath. Claremont 2005, ISBN 978-1845453022.
- Jüdische Schicksale während der Shoah – basierend auf Tagebüchern. Der Fall von Hillesum und Perechodnik. In: Psychosozial. 28 (2005), Nr. 100, S. 85–92.[14]
- Aufstand in Auschwitz. Die Revolte des jüdischen „Sonderkommandos“ am 7. Oktober 1944. Unter Mitarbeit von Itamar Levin; aus dem Hebräischen übersetzt von Beatrice Greif. Köln 2015, ISBN 978-3-412-22473-8.
- Jasenovac: Auschwitz of the Balkans: Ustasha empire of cruelty. Belgrad 2018, ISBN 9788677124144.

## Dokumentationen
Radiodokumentationen im israelischen Rundfunk
- The History of the Zionist Movement: Redakteur und Interviewer; 12 Kapitel, 1980.
- The Yellow Star. History of the Shoah:  Redakteur und Interviewer; 67 Kapitel, 1981–1983.
- Where was the Sun? Zentrale Dokumentation für Yom HaShoah, dem israelischen Holocaustgedenktag: Hauptredakteur und Interviewer, 1984–1993.
- I wanted to live. Ruth Eliaz's Aussage: Redakteur und Interviewer; 1986.
- I have been there. Dokumentationsserie über verschiedene Themen: Redakteur; 1986–1989.
- Saloniki – Auschwitz – The Life and Death of a Jewish Community: Redakteur und Interviewer; 1987.
- The Sonderkommando People of Auschwitz-Birkenau. Aussage von Yehoshua Rosenblum: Redakteur und Interviewer; 1987.
- The March of the Living. Live-Sendung aus Auschwitz-Birkenau: Mitarbeit; 1988, 1989 und 1992.
- 50 Years after the Reichskristallnacht. Live-Sendung mit Augenzeugen und Historikern: Redakteur und Interviewer; 1988.

Fernsehdokumentationen
- Saloniki - Auschwitz: Drehbuch, Recherche und Interviews; 1988.
- Jewish Partisans in Eastern Europe: Drehbuch, Recherche und Interviews; 1989.
- Kielce Pogrom: Historische Beratung; 1990.
- The Warsaw Ghetto Uprising: Historische Beratung; 1994.
- The year 1938 – A Turning Point in the History of the Jews of Germany: Drehbuch, Recherche und Interviews: 1998.
- The Gold of the Jews. WDR-Produktion: Historische Beratung und Interviews; 1999.
- Holokaust. ZDF-Produktion: Kapitel über Auschwitz und Die Endlösung: Historische Beratung; 2000.
- Evidence – The Sonderkommando. Dokumentarfilm mit Beteiligung ehemaliger Mitglieder des Sonderkommandos, 2003.
- Auschwitz, the Nazis and the Final Solution. Sechsteilige Dokumentationsserie der BBC: Berater für Folge 4 und 5; 2005.
- Numbered. Dana Doron und Uriel Sinai (Regie): Historische Beratung; 2012.
- Das Sonderkommando in Auschwitz-Birkenau. Michael Prazan (Regie); in Vorbereitung; der Film wird 2014 fertig werden.

## Theaterstücke
- I will get out of here! basierend auf einem Kapitel aus Wir weinten tränenlos...; Anton Dick-Boldes (Regie): Autor, Forschung und Interview; Berlin 1996.
- The Dentist; Stück für eine Schauspielerin basierend auf Wir weinten tränenlos..., mit der Schauspielerin Razzia Israel.

## Ausstellungen
Gideon Greif war wissenschaftlicher Berater für die Ausstellung „With Me Are Six Million Accusers - 50th Anniversary of Eichmann's Trial“, die am 11. April 2011 in Yad Vashem eröffnet wurde. Die Ausstellung beschreibt die Karriere Eichmanns bei der SS, seine persönliche Verantwortung für die Deportation von Millionen Juden in Ghettos und Vernichtungslager, seine Versuche, sich nach dem Krieg zu verstecken und die Operation seiner Entdeckung und Festnahme in Argentinien im Jahr 1960. Die Ausstellung zeigt, dass Eichmann nicht ein „Schreibtischtäter“ war, sondern ein fanatischer Feind der Juden, der sie alle in den Tod senden wollte.
Greif ist gemeinsam mit Peter Siebers und dem NS-Dokumentationszentrum Köln Veranstalter der Ausstellung „Ein Planet namens Auschwitz – Topographie und Alltag in einem Konzentrations- und Vernichtungslager“, die im November 2014 in den Räumen des NS-Dokumentationszentrums eröffnet wird. Die Ausstellung rekonstruiert jedes einzelne Gebäude des Lagers Auschwitz visuell mittels Zeichnungen und zeigt auch von Häftlingen hergestellte Zeichnungen. Die Veranstalter kooperieren mit der Gedenkstätte und dem Museum Auschwitz-Birkenau.

## Internationale Konferenzen und Symposien (Auswahl)
- Nationalsozialistische Lager. Weimar 1995.
- Seminare in Kooperation mit der Friedrich-Ebert-Stiftung und Yad Vashem. Würzburg 1996, 1997, 1998 und 2000.
- Gemeinsame Seminare von Yad Vashem und dem Berliner Senat. Berlin 1997 und 1998.
- Der Bruch des Spirale der Gewalt. Göttingen 1999, Max-Planck-Institut für Geschichte.
- Ich will Zeugnis ablegen bis zum Letzten. Die Tagebücher von Victor Klemperer und die Problematik der deutsch-jüdischen Beziehungsgeschichte. Waren-Müritz 2000, Moses-Mendelssohn-Institut Potsdam.
- Das literarische Erbe von K. Tzetnik. Dresden 2000: Vorlesung, Initiierung und Organisation in Zusammenarbeit mit Prof. Walter Schmitz.
- Tagebücher von Holocaust Überlebenden. 2. Internationale Konferenz zu Holocaust und Erziehung, Yad Vashem 2000.
- Einzigartige Zeugenaussagen – Das weltweite Projekt von Sonderkommando-Überlebenden. 3. Internationale Konferenz zu Holocaust und Erziehung, Yad Vashem 2002.
- Sonderkommandos und Arbeitsjuden, Internationale Konferenz, Brüssel 2013.
- Ka-Tzetnik: Der Einfluss des ersten Holocaust Schriftstellers in Israel und darüber hinaus, Calgary 2013.